# Hukbalahap
Le Hukbalahap est une organisation de partisans communistes philippins créée en mars 1942 pour résister à l'occupation du Commonwealth des Philippines par l'empire du Japon. 
Le nom Hukbalahap est une contraction de "Hukbo ng Bayan Laban sa mga Hapon", soit, en tagalog, Armée populaire contre les Japonais, formée en mars 1942. En abrégé, ses membres étaient désignés sous le nom de Huks. Ses principaux dirigeants, Luis Taruc et Castro Alejandrino, seront arrêtés par le général Mac Arthur, de retour à Manille en octobre 1944. 
Le Hukbalahap obtient des élus au Parlement mais ceux-ci se voient interdit de siéger afin de garantir une majorité nécessaire à l’adoption, durant l’été 1946, d’un amendement constitutionnel indispensable à l’application d’une loi favorable aux intérêts économiques américains. La classe politique est composée d’hommes souvent compromis avec les Japonais — dont Manuel Roxas qui est élu président en avril 1946. À ce blocage politique s'ajoute l'exploitation des paysans dans les campagnes, ce qui convaincra l'organisation de reprendre la lutte armée. Les grands propriétaires font cultiver leurs exploitations par des métayers aux conditions de vie misérables. Ils prélèvent une part considérable des récoltes — la moitié en général — et deviennent souvent les créanciers de ces paysans lourdement endettés. Les contentieux entre propriétaires et paysans sont fréquents, et les autorités les tranchent avec une partialité qui exaspère un peu plus ces derniers. 
Entre 1948 et 1954, le Hukbalahap déclencha une insurrection contre le gouvernement philippin, considérant l'indépendance de l'archipel, acquise en 1946, comme factice. En mars 1948, Parti communiste et Hukbalahap sont déclarés hors-la-loi. Le nombre de militants, estimé à 2 000 en 1954, a été divisé par deux en 1955 après des offensives gouvernementales. Le gouvernement philippin eu recours à des unités spécialisées dans la contre-insurrection, qui propagèrent la terreur parmi les populations civiles des régions rurales soupçonnées de sympathie pour la rébellion. Avec l'aide militaire des États-Unis, notamment en matière d'action psychologique, le gouvernement parvint à affaiblir le mouvement qui disparut dans les années 1960.
Une partie des anciens membres s'est engagée ensuite dans la New People's Army.